# Ácido galagico
Ácido galagico es un compuesto polifenólico químico que se pueden encontrar en los elagitaninos, un tipo de tanino, que se encuentra en Punica granatum (granada). Se trata de un bloque constyruido del correspondiente tanino punicalagina, punicalina, punicacorteina C y 2-O -galoil-punicalina.